# Парахин, Николай Васильевич
Николай Васильевич Парахин (18 мая 1950, д. Бобылёвка, Новодеревеньковский район, Орловская область — 6 апреля 2016, Орёл) — советский и российский учёный-агроном, академик РАН, ректор Орловского аграрного университета (1994—2008, 2010—2016).

## Биография
Родился 18 мая 1950 года в деревне Бобылёвка Новодеревеньковского района Орловской области.
В 1972 году окончил Московскую сельскохозяйственную академию им К.А. Тимирязева.
В 1976 году окончил аспирантуру, с 1976 по 1981 годы являлся преподавателем, а с 1982 по 1986 годы — ректором Орловского сельскохозяйственного института.
С 1986 по 1988 год — ответственный работник в ЦК КПСС.
С 1989 по 1991 год — начальник Главного управления высшего образования Министерства сельского хозяйства СССР.
С 1992 по 1993 год — генеральный директор АО «Агропродукт».
С 1994 года по 2008 год — ректор Орловского сельскохозяйственного института. В феврале 1995 года институт был переименован в Орловскую государственную сельскохозяйственную академию. В августе 1999 года в Орловский государственный аграрный университет.
С 2009 по март 2010 года — вице-президент Российской академии сельскохозяйственных наук.
С апреля 2010 года — ректор Орловского государственного аграрного университета.
Основная сфера научных исследований была связана с совершенствованием технологий возделывания базовых кормовых культур. Являлся основоположником нового научного направления — «использование эколого-стабилизирующих свойств кормовых растений в адаптивном растениеводстве». Создал собственную научную школу и внес существенный вклад в развитие теоретических основ биологизации и экологизации интенсификационных процессов в земледелии. Являлся одним из авторов концепции критических ситуаций в агроэкосистемах и их предотвращения.

## Семья
Был женат. Сын — Виктор, заместитель генерального директора ФГУП «ЗащитаИнфоТранс»; сын — Юрий, заместитель Председателя Правительства Орловской области (2009—2014), с сентября 2016 г. — октябрь 2020 глава администрации Орловского района Орловской области, с ноября 2020 года мэр г.Орла

## Награды
- Орден «Знак Почёта» (1986 год)[1]
- Орден Дружбы (14 декабря 1996 года) — за заслуги перед государством, успехи, достигнутые в труде, и большой вклад в укрепление дружбы и сотрудничества между народами[6]
- Орден Почёта (17 мая 2000 года) — за заслуги в научной деятельности и подготовку высококвалифицированных специалистов[7]
- Орден «За заслуги перед Отечеством» IV степени (14 мая 2007 года) — за большой вклад в развитие сельскохозяйственной науки и подготовку высококвалифицированных специалистов[8]
- Знак «Почётный работник высшего образования Российской Федерации»[1]